# 이면구

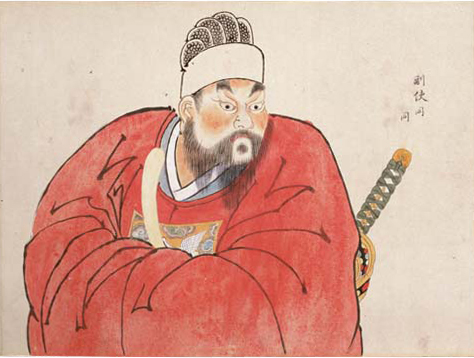
1811년 조선통신사 인물도에서 금관조복을 입은 이면구의 모습

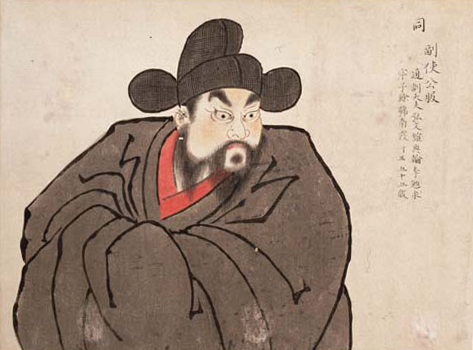
위와 같은 그림에서 흑단령을 입은 이면구의 모습

이면구(李勉求, 1757년∼1818년)는 조선 후기의 문신이다. 1811년 조선통신사 부사(副使)로 김이교 등과 함께 일본에 다녀왔다. 본관은 전주(全州). 자는 자여(子餘), 호는 남하(南霞).
1798년(정조 22) 성균관유생으로 있다가 1800년 세마(洗馬)가 되었고, 1803년(순조 3) 감찰에 이르러 별시문과에 병과로 급제하고 홍문록(弘文錄)에 등록되었다. 1805년 해서암행어사가 되었고, 1806년 부수찬이 되었다. 1811년 부사직으로 통신부사가 되어 일본에 다녀와서 의주부윤이 되었으며, 1817년에 대사성을 역임하였다. 시문에 뛰어났고 글씨도 잘 썼는데, 특히 당나라의 백거이(白居易)와 양나라의 도홍경(陶弘景)의 필체를 잘 썼다.

## 가족 관계
- 증조부 : 이진망(李眞望)
  - 할아버지 : 이광덕(李匡德)
    - 아버지 : 이국형(李國亨)
    - 어머니 : 정석붕(鄭錫朋)의 딸
      - 형님 : 이면제(李勉齊)
      - 부인 : 박인영(朴仁榮)의 딸
        - 장남 : 이준원(李駿遠)
        - 자부 : 윤재희(尹載僖)의 딸
          - 손자 : 이상경(李象敬)